# Heterodontus omanensis
Heterodontus omanensis es un tiburón cornudo de la familia Heterodontidae, que habita en el océano Índico occidental tropical alrededor de Omán desde la superficie hasta los 70 m de profundidad. Su longitud máxima es de 56 cm.